# Parachromis
Parachromis is een geslacht van straalvinnige vissen uit de familie van cichliden (Cichlidae).

## Soorten
- Parachromis dovii (Günther, 1864)
- Parachromis friedrichsthalii (Heckel, 1840)
- Parachromis loisellei (Bussing, 1989)
- Parachromis managuensis (Günther, 1867)
- Parachromis motaguensis (Günther, 1867)